# Hans-Heinrich Sievert
Hans-Heinrich Sievert (1. prosince 1909 – 6. dubna 1963) byl německý atlet, desetibojař, mistr Evropy z roku 1934.

## Kariéra
Startoval na olympiádě v Los Angeles, kde obsadil páté místo v desetiboji, šesté místo ve vrhu koulí a jedenácté v hodu diskem. Při premiéře mistrovství Evropy v roce 1934 se stal vítězem v soutěži desetibojařů. V pozdějších letech už tak úspěšný nebyl – na olympiádě v Berlíně v roce 1936 skončil kvůli zranění mezi desetibojaři desátý, o dva roky později na evropském šampionátu soutěž v desetiboji nedokončil.